# Myriopholis parkeri
Espèce
Synonymes
- Leptotyphlops parkeri Broadley, 1999
- Rhinoleptus parkeri (Broadley, 1999)

Statut de conservation UICN

 DD  : Données insuffisantes
Myriopholis parkeri est une espèce de serpents de la famille des Leptotyphlopidae.

## Répartition
Cette espèce est endémique d'Éthiopie.

## Description
Cette espèce a été décrite à partir d'un unique spécimen. Ce spécimen atteignait 160 millimètres de longueur, pour un diamètre de 2,4 millimètres.

## Étymologie
Cette espèce est nommée en l'honneur d'Hampton Wildman Parker (1897-1968) qui le premier a suggéré que le spécimen ayant servi à décrire cette espèce correspondait à une nouvelle espèce.

## Publication originale
- Broadley, 1999 : A new species of worm snake from Ethiopia (Serpentes: Leptotyphlopidae). Arnoldia Zimbabwe, vol. 10, no 14, p. 141-144.